# Rubus lignicensis
Rubus lignicensis — вид квіткових рослин з родини трояндових (Rosaceae). Ареал: південна Польща, ? північна Чехія; регіонально вимер у Німеччині (Саксонія).

## Опис
Стебла голі. Листки знизу рідковолосисті. Кінцеві листочки (яйцеподібно-)еліптичні. Пелюстки білі або ніжно-рожеві.